# Bariro (paroisse civile)
Pour les articles homonymes, voir Bariro.
Bariro est l'une des six paroisses civiles de la municipalité de Buchivacoa dans l'État de Falcón au Venezuela. Sa capitale est Bariro.

## Géographie
La paroisse civile, outre la capitale Bariro, comporte peu de localités d'importance, hormis El Saladillo, à laquelle est elle reliée par la voie Local 2. Entre les deux se situe le hameau de La Ceiba.